# Гурман

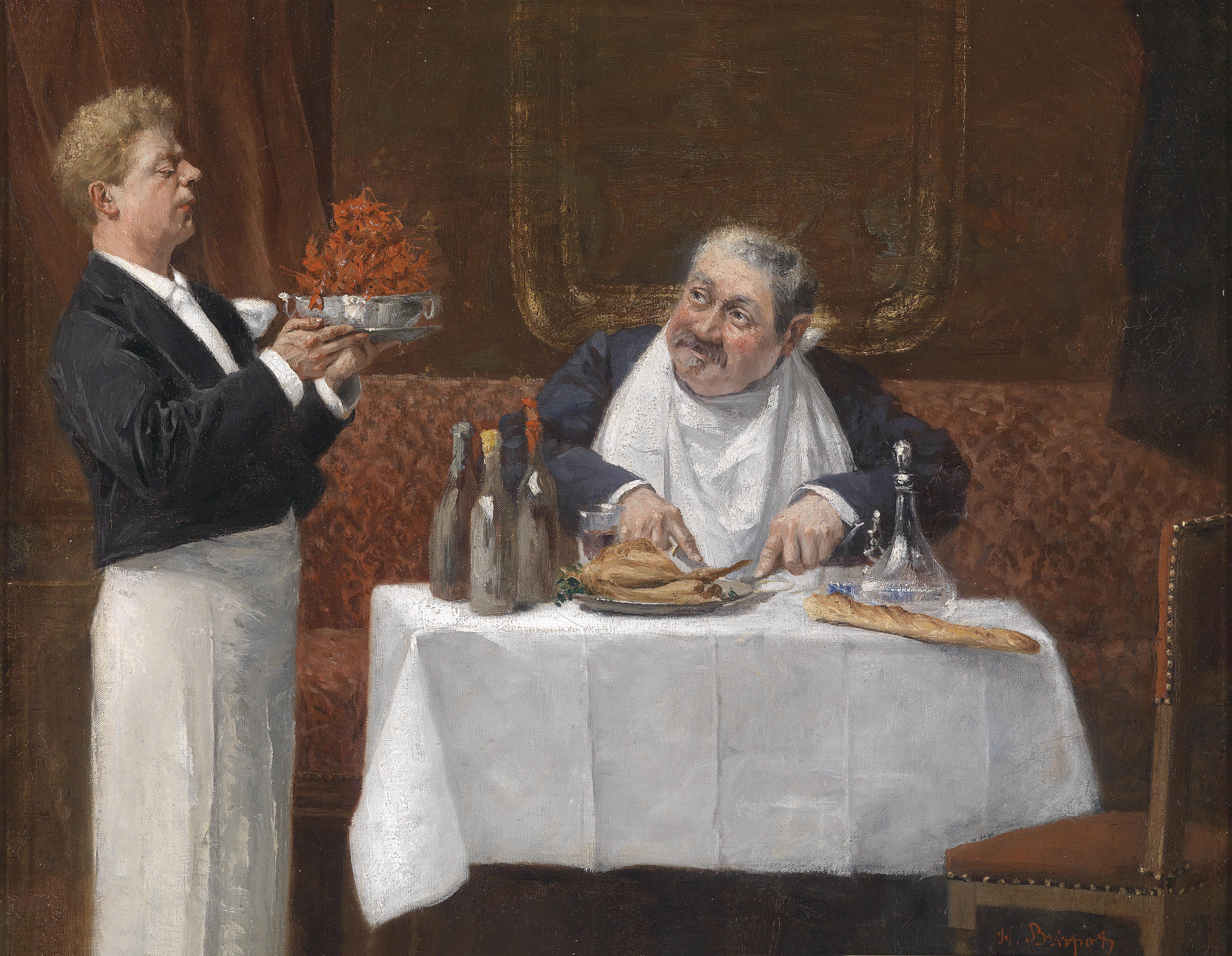
Бриспо, Анри. Гурман. До 1928

Гурма́н (фр. gourmand) — лакомка, ценитель и любитель тонких изысканных блюд или знаток напитков, в том числе и вин — энофил.
Слово часто используется в названиях многих блюд, магазинов и ресторанов, чтобы подчеркнуть не только их изысканность, но и принадлежность к французской кухне.
В западноевропейских языках (английский, французский, немецкий) слово «гурман» означает прежде всего любителя обильно и вкусно поесть, в то время как знаток, разбирающийся в тонкостях изысканной пищи, называется «гурмэ» (фр. gourmet). В русском языке различия между этими терминами как правило не делают, а во втором случае могут использовать словосочетания «знаток кулинарии», «кулинарный эстет» или же просто англицизм «фуди».